# Silene argentinensis
Silene argentinensis är en nejlikväxtart som beskrevs av Lucien Leon Hauman. Silene argentinensis ingår i släktet glimmar, och familjen nejlikväxter. Inga underarter finns listade i Catalogue of Life.